# Coptomia lucida
Coptomia lucida är en skalbaggsart som beskrevs av Waterhouse 1879. Coptomia lucida ingår i släktet Coptomia och familjen Cetoniidae. Inga underarter finns listade i Catalogue of Life.